# Stanghelle
Stanghelle ist ein Dorf in der Kommune Vaksdal in der norwegischen Provinz (Fylke) Vestland. Es liegt nordöstlich von Bergen beiderseits der Einmündung des Hellestraumen in den Veafjord. Ost- und West-Stanghelle (Stanghelle Aust und Stanghelle Vest) sind durch eine Brücke über den Hellestraumen miteinander verbunden. Die Insel Osteroy liegt unmittelbar westlich des Dorfs am Gegenufer des Veafjords.
Das Dorf hat 769 Einwohner (Stand: 1. Januar 2024).

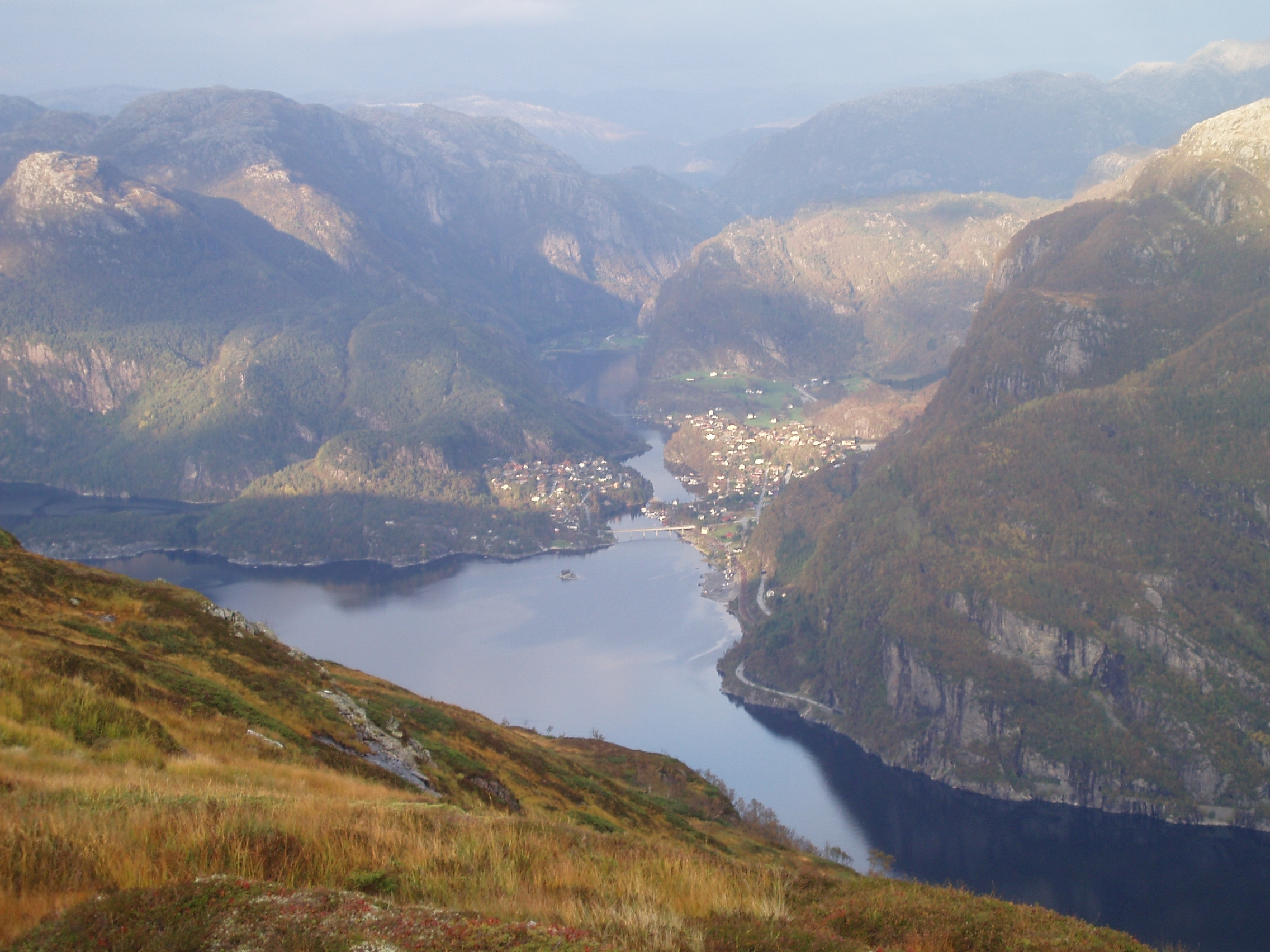
Stanghelle, Blick nach Nordosten (2007)

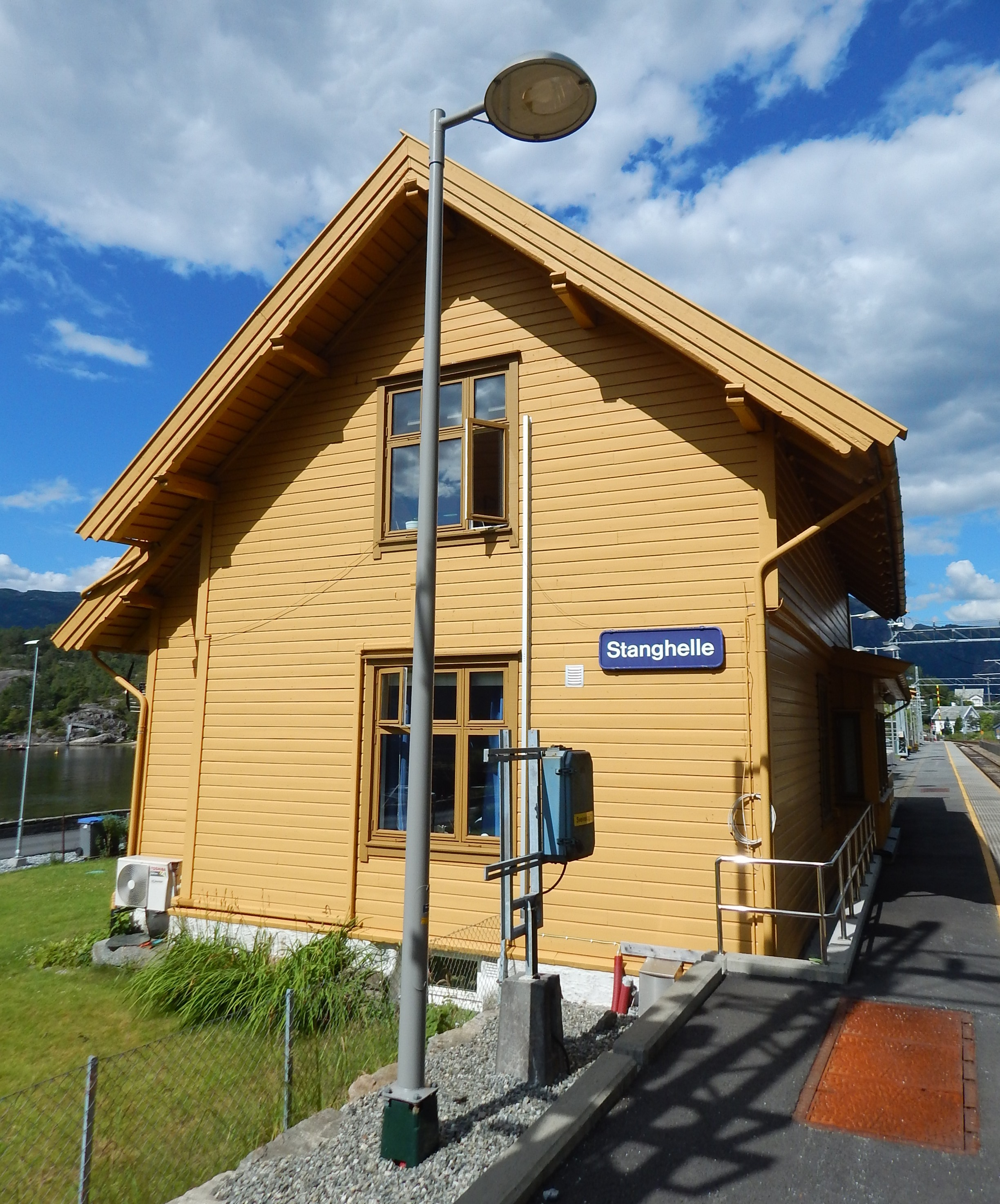
Bahnhof Stanghelle (2017)

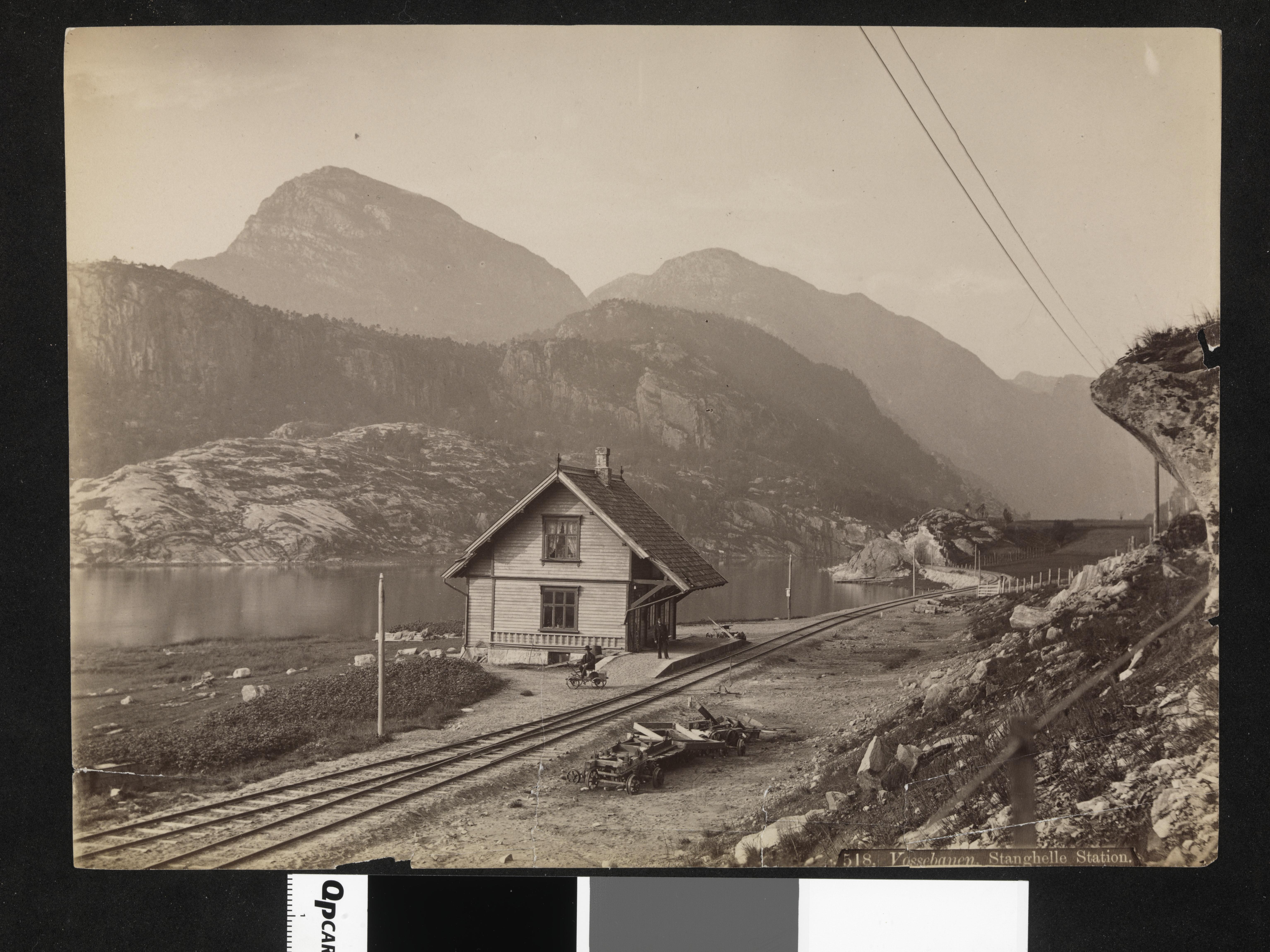
Bahnhof Stanghelle (etwa 1883–1890)

Der Ort liegt verkehrsgünstig sowohl an der Europastraße 16 (E 16) als auch an der Bergenbahn, die beide die Provinzhauptstadt Bergen mit Oslo verbinden. Die Bergenbahn hat einen kleinen Bahnhof im Ort, die 1883 an der damaligen Vossebanen eröffnete Stanghelle Stasjon, und überquert dann den Hellestraumen. Der Bahnhof wird zwölfmal täglich von der Regionalbahn Bergen – Voss – Myrdal bedient.
Im Ort befinden sich ein Postamt, ein Kindergarten, eine Grundschule (1. bis 7. Klasse), ein Coop-Supermarkt, ein Restaurant und eine Linienbushaltestelle.
Unweit nordöstlich von Stanghelle liegt das Dorf Helle. Vaksdal liegt etwa 9 km südlich und das kommunale Verwaltungszentrum Dale etwa 6 km nordöstlich. Alle drei Orte liegen auch an der E 16.